# Бои в районе Валуйки - Купянск
Бои в районе Валуйки - Купянск укр. Боротьба в районі Валуйки - Купянське  - оборонительные бои 3-го Запорожского им. гетмана Б. Хмельницкого пехотного полка и 6-й Хоперской пограничной бригады против наступающих частей Восточной украинской повстанческой армии по линии железной дороги Валуйки - Купянск.
Об этих боях генерал штаба Армии УНР В. Савченко писал:
"Итак «богдановцам» вновь пришлось первыми вступить в бой в начале второго большевистского наступления на Украину и как во времена Керенского в 1917 году от белых московитов, так теперь пролилась кровь «богдановцев» от московитов красных.»

## История
После антигетманского восстания на  левобережной Украине  17 ноября 1918 года полковник Болбочан перебросил в район Купянска 3-й Запорожский им. гетмана Б. Хмельницкого пехотный полк, в городе Валуйки находилась 6-я Хоперская пограничная бригада. 20-го числа ноября с города Валуйки начали эвакуироваться немецкие части об этом рассказал участник тех событий И. Замаренов : 
«…Немецкие обозы получили приказ выехать немедленно в Уразово. Штабы Валуйской и Острогожской комендатур стали грузиться на вокзал… Буржуазия валуйская подняла такую панику, что немцы ничего не могли поделать. Побросав свои дома и имущество в них, они платили извозчику 500 тогдашних керенских рублей»
В это же время повстанческие отряды во главе с Авиловым А. Ф. начали подготавливать наступление на город . Находившиеся в городе части 6-й Хоперской пограничной бригады вступив в столкновение с повстанцами покинули Валуйки и отступили на юг в расположение запорожцев. На замену отступивших пограничников в Валуйки прибыли части 3-го Запорожского полка, которые прикрывали эвакуацию мирного населения и немцев. В этих же днях партизаны впервые заняли город. 27 ноября 500 запорожцев наскоком выбили партизан с города, партизаны получив информацию о численности и вооружении запорожцев предприняли контратаку . Обстреляв город с артиллерии «авиловцы» пошли в наступление и выбили запорожцев с города.
Получив информацию о преобладающей численности партизан, не желая нести потери командир запорожцев приказал им отступить на 12 верст от города на станцию Уразово. 29 ноября во время боя партизан с запорожцами командир партизан Авилов получил тяжелое ранение и ему пришлось ампутировать руку, временно командование перешло к эсеру Сахаровому. Запорожцы отступили к станции Тополя, где получили приказ от сотника Лазуренко держать данную станцию. Лазуренко обещал что к ним придут на подкрепления отряды мобилизованных, но на подкрепление так никто и не прибыл . Вместе с тем на станцию прибыла платформа с одной пушкой и с поездом . До середины декабря по линию железной дороги происходили стычки запорожцев с партизанами.
В это же время партизаны попросили временного перемирия у запорожцев на что получили согласие. Но в первую же ночь перемирия партизаны повели наступление на станцию Тополя и выбили запорожцев. Запорожцы отступили к станции Двуречная, где заняли новый оборонительный рубеж. В это же время немцы предприняли попытку захватить обоз запорожцев, который находился на станции Купянск. После переговоров с немцами Лазуренко  договорился об возвращении обоза, после этого немцы загрузились в эшелон и покинули город. 
Ночью 19 декабря после отъезда немцев партизаны развили наступление на Купянск и выбили оттуда запорожцев взяв многих из них в плен. Бойцы 6-й Хоперской пограничной бригады вместе со своим командиром Кобылецким перешли на сторону партизан.
Уцелевшие запорожцы вместе с сотником Лазуренко отступили в район расположения 3-го Гайдамацкого полка на
станцию Попасная.